# Camisa regata

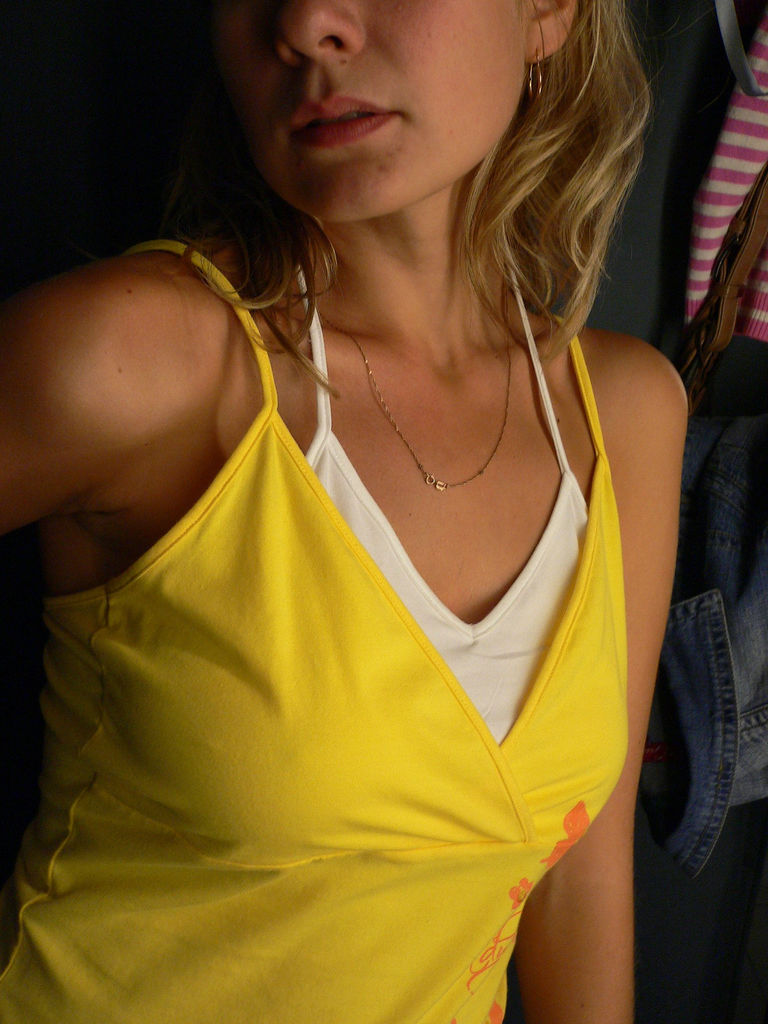
Uma mulher vestindo uma camisa regata amarela.

Camisa regata, ou top em seu uso feminino, é uma camiseta fechada sem mangas usada principalmente em atividades físicas ou como pijama. É mais usada por homens, principalmente maratonistas ou surfistas. Alguns homens usam a regata com o intuito de exibir o corpo, daí vem o nome inglês muscle-shirt. É costume usar regatas por baixo das camisas sociais. É uma roupa leve, muito usada em todos os lugares do mundo. Em alguns locais do Brasil é chamada também de camisa ou blusa cavada.